# Eros Beraldo
Eros Beraldo (Verona, 27 luglio 1929 – Verona, 27 dicembre 2004) è stato un calciatore e allenatore di calcio italiano, di ruolo difensore o centrocampista.
Morì a Verona, all'età di 75 anni, dopo un intervento chirurgico.

## Carriera
Iniziò presto la carriera sportiva. A 16 anni esordì come terzino in Serie A con il Padova.
Giocò anche per il Genoa ed il Milan, squadra con la quale vinse tre scudetti (1954-1955, 1956-1957 e 1958-1959), una Coppa Latina (1956) e partecipò alla finale di Coppa dei Campioni 1957-1958, giocando complessivamente 133 partite e segnando 4 gol.
Successivamente vestì anche la maglia del Cesena.
Cessata l'attività agonistica intraprese quella di allenatore guidando formazioni venete di Serie C.

## Palmarès

### Giocatore

#### Competizioni nazionali
- Campionato italiano: 3

Milan: 1954-1955, 1956-1957, 1958-1959

#### Competizioni internazionali
- Coppa Latina: 1

Milan: 1956

### Allenatore

#### Competizioni nazionali
- Serie D: 2

Belluno: 1970-1971
Audace SME: 1977-1978